# Francesco Procopio Cutò
Francesco Procopio Cutò też jako Francesco Procopio dei Coltelli (ur. 9 lutego 1651 w Palermo, zm. 10 lutego 1727 w Paryżu) – włoski kucharz i przedsiębiorca, założyciel paryskiej kawiarni Café Procope.

## Młodość
Francesco Procopio Cutò pochodził z Sycylii. Nazwisko o podobnym brzmieniu do francuskiego „couteaux” (noże) z czasem zmienił na Coltelli. Pracował początkowo jako rybak, wraz z całą swoją rodziną. Na Sycylii poznał też przepis na gelato, włoską odmianę lodów, która potem we Francji miała mu przynieść sławę.

## Kariera zawodowa
Zawodu kucharza Cutò uczył się w Palermo lub we Florencji. Ok. 1670–1674 przybył do Paryża. Wstąpił do gildii distillateurs-limonadiers, produkujących napoje chłodzące. Pracował na rue de Tournon, sprzedając lemoniadę i kawę w sklepie należącym do ormiańskiego imigranta Pascala. Kiedy Pascal wyjechał do Londynu, przekazał swój sklep w ręce Cutò., a ten przeniósł sklep na bardziej prestiżową rue des Fossés Saint Germain. W tym czasie większość sklepików oferujących kawę nie była określana pojęciem cafés (kawiarni), sprzedając głównie lemoniady. Pierwsze próby stworzenia cafés podjęto w latach 1643–1644 w Paryżu i Marsylii, ale zakończyły się one niepowodzeniem.

## Kawiarnia Le Procope
Już jako Francesco Procopio dei Coltelli, Sycylijczyk otworzył w 1686 pierwszą w Paryżu kawiarnię, którą nazwał Le Procope, od francuskiej wersji swojego imienia. Miejsce to nazywano także „antre” (jaskinia), gdyż nawet w pogodne i słoneczne dni panował w niej półmrok. Na potrzeby kawiarni Coltelii zaadaptował starą łaźnię. Wnętrze po przebudowie wyposażył w kryształowe kandelabry, lustra na ścianach i marmurowe stoliki, co nadało wnętrzu wygląd zbliżony do ówczesnych kawiarni zachodnioeuropejskich.

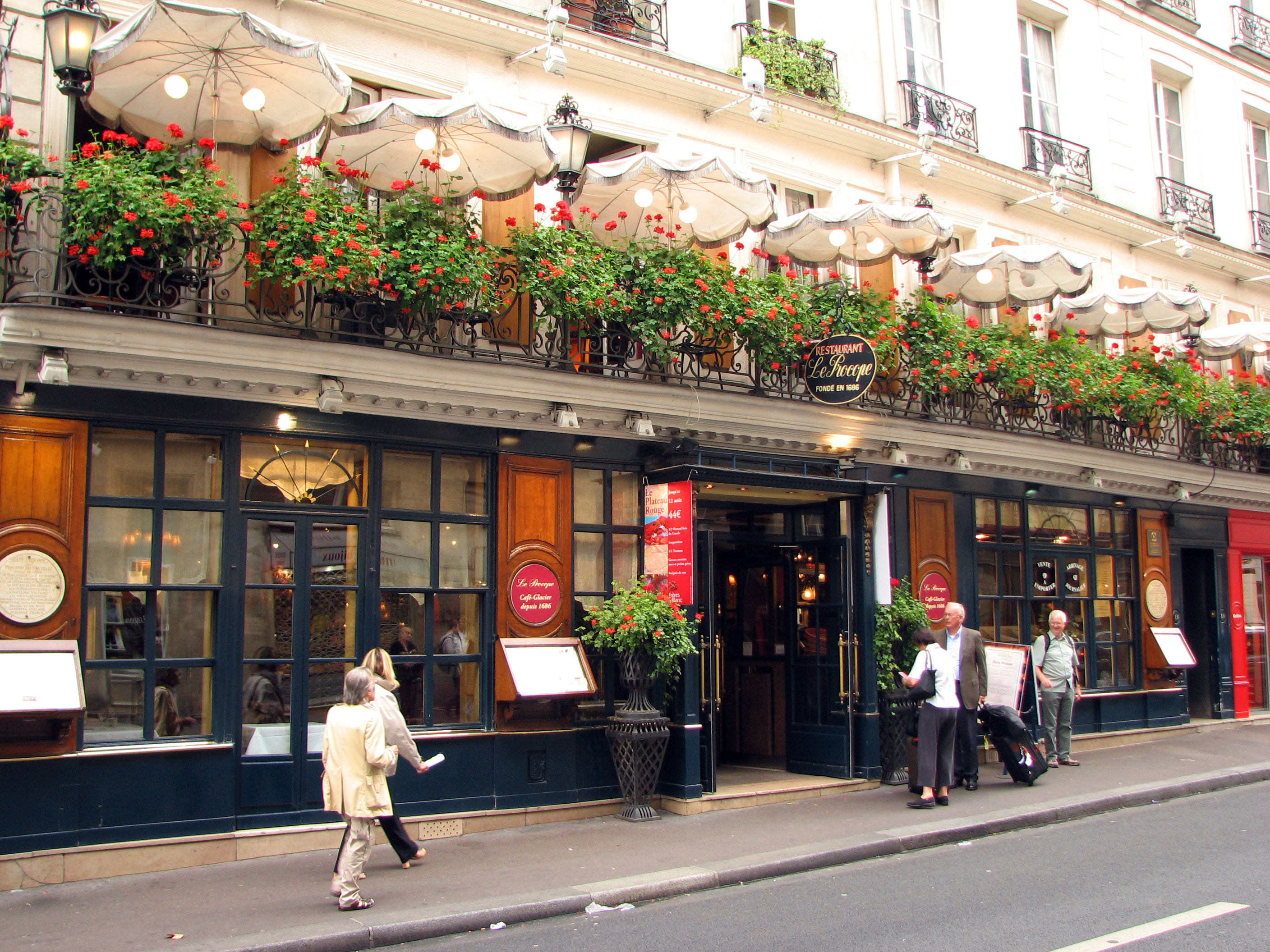
Café Procope - widok współczesny

W swojej kawiarni Coltelli wprowadził szereg wynalazków. Dzięki zastosowaniu soli udało mu się obniżyć temperaturę lodu, a w konsekwencji serwowane przez niego aromatyczne napoje były chłodniejsze. Zastosował także w praktyce sycylijskie pomysły na gelato, aromatyzowane sokiem pomarańczowym i cytrynowym. Kawę w Le Procope podawano w małych porcelanowych filiżankach, podobnych do naczyń, w których wcześniej spożywano jajka.
Do sukcesu kawiarni Le Procope przyczyniło się także otwarcie w 1687 nowej siedziby Comédie-Française. Widzowie teatru chętnie odwiedzali kawiarnię, znajdującą się przy tej samej ulicy, czyniąc z niej jedno z najmodniejszych miejsc w mieście. W XVIII i XIX w. kawiarnia stanowiła jeden z najważniejszych ośrodków życia intelektualnego Paryża. Spotykali się w niej encyklopedyści i politycy czasów Rewolucji Francuskiej, a także czołówka XIX-wiecznych pisarzy francuskich. Café Procope istnieje nieprzerwanie do dziś.

## Życie prywatne
W 1675 Cutò poślubił Marguerite Crouin, z którą miał ośmioro dzieci. Po śmierci Margueritte w 1696 ożenił się powtórnie z Anne Françoise Garnier, z którą miał pięcioro dzieci. Trzeci związek zawarł w 1717 z Julie Parmentier, z którą miał jednego syna. W 1686 uzyskał obywatelstwo francuskie.